# Леншантин, Паз
Паз Леншанти́н (англ. Paz Lenchantin; род. 12 декабря 1973) — американский музыкант аргентинского происхождения. С 2014 по 2024 годы являлась бас-гитаристкой, вокалисткой и скрипачкой альтернатив-рок-группы Pixies. Помимо этого она также играла на басу и отвечала за струнные аранжировки в различных группах, включая Entrance, A Perfect Circle, Zwan,Queens Of The Stone Age.

## Ранняя жизнь
Леншантин имеет армянское, французское и аргентинское происхождения. В возрасте четырёх лет перебралась в Лос-Анджелес, Калифорния, США. Её отец — классический пианист Марио Мердироссян. Паз свободно говорит на испанском и английском языках. В возрасте пяти лет начала играть на фортепиано. Затем она начала учиться игре на скрипке в возрасте 8 лет, а в 12 лет стала осваивать гитару. Её сестра Ана Леншантин — также музыкант. Сестры часто играют вместе. Также Паз играла вместе со своим братом Лучано Леншантином вплоть до его смерти в 2003 году.

## Музыкальная карьера

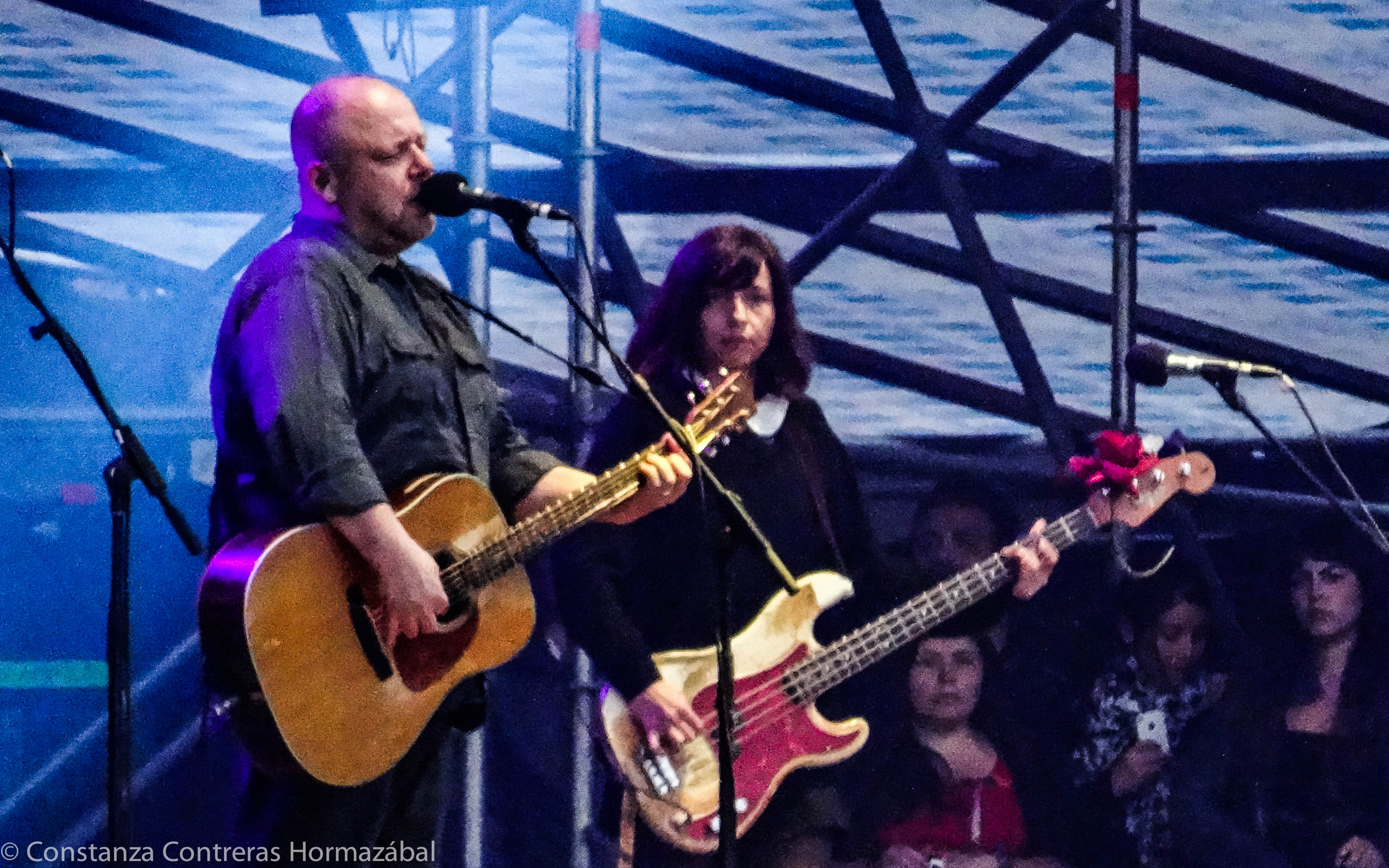
Леншантин и Блэк Фрэнсис в составе Pixies, 2013 год

Вместе с Билли Хауверделом, Джошом Фризом, Троем Ван Левеном и Мэйнардом Джеймсом Кинаном Паз играла в группе A Perfect Circle. Она участвовала в записи их альбомов Mer de Noms и Thirteenth Step. Позже Леншантин покинула группу, чтобы присоединиться к Билли Коргану, Джимми Чемберлину, Мэтту Свини и Дэвиду Пайо в группе Zwan. В 2002 году Леншантин, Мелисса Ауф дер Маур (Smashing Pumpkins и Hole), Саманта Малони и Радио Слоан (The Need) создали новую группу The Chelsea. Полностью женская супергруппа отыграла единственное шоу 2 февраля 2002 года, после чего коллектив прекратил своё существование. Позже запись этого шоу была издана в виде бутлега. Леншантин вернулась в A Perfect Circle, чтобы исполнить партии струнных и фортепиано при записи кавер-альбома eMOTIVe,, выпущенного 2 ноября 2004 года и занявшего 2 место в чарте Billboard 200. Также Паз внесла свой вклад в создание песни «The Hollow», вышедшей на CD/DVD-релизе aMOTION. С 2005 года Леншантин сотрудничает с The Entrance Band. При записи их альбома Prayer of Death она выступила в качестве сопродюсера, а также записала партии бас-гитары и скрипки. Также она отметилась на предыдущем релизе группы Wandering Stranger (2004).
С зимы 2012 года Паз гастролировала вместе с Джозефиной Фостер в поддержку альбома «Blood Rushing». В декабре 2013 года было анонсировано, что во время тура 2014 года она станет новой концертной басисткой Pixies, вместо оригинальной участницы Ким Дил и концертной басистки Ким Шаттак. В июле 2016 года Леншантин объявила, что теперь является полноправной участницей Pixies.
4 марта 2024 года Pixies объявили, что Леншантин покинула группу «чтобы сосредоточиться на своих собственных проектах». В заявлении Rolling Stone Леншантин сказала, что выбор был сделан не ею и что её «уход стал для неё, как и для многих, неожиданностью».

### Прочие появления
Леншантин также исполняла струнные партии на альбоме Songs for the Deaf группы Queens of the Stone Age. Сыграла с Дэвидом Пайо в Papa M и исполнила партии фиддла на альбоме Silver Jews, Tanglewood Numbers. Гастролировала вместе с проектами Дженнифер Херрема RTX и Royal Trux. В 2002 году отметилась на альбоме Trust Company The Lonely Position of Neutral. В 2005 году сыграла на скрипке в песне группы Kaura «Dividing Lines». Также она записывалась и гастролировала вместе с Jarboe из Swans. В 2000 году она появилась в клипе на песню A Perfect Circle «Judith» в качестве басистки. Также она играла на басу на одноимённом альбоме Brightblack Morning Light 2006 года, выпущенном на Matador Records. Работала с режиссёром Майклом Манном над фильмом Полиция Майами. Отдел нравов, исполнив партии скрипки, прозвучавших в некоторых сценах. Отвечала за струнные на дебютном сольном альбоме Мелиссы Ауф дер Маур Auf der Maur. В 2008 году выступила соавтором песни Ashes Divide, «Denial Waits» и исполнила партии скрипки на втором студийном альбоме Дженни Льюис Acid Tongue. Появилась на альбоме Into The Presence 2009 года, сыграв на басу.

## Дискография
С A Perfect Circle
- Mer de Noms (2000) (Струнные, бас на «Sleeping Beauty», бэк-вокал на «Judith»)
- Thirteenth Step (2003) (Струнные на «Gravity»)
- eMOTIVe[англ.]| (2004) (Фортепиано, струнные)
- Amotion[англ.] (2004) (Акустическая гитара, фортепиано, струнные)

С Pixies
- Indie Cindy (2014) (Бас на всех концертных версиях треков Deluxe edition, вокал и бас на эксклюзивном треке винилового издания «Women of War»)
- Head Carrier (2016) (Бас, бэк-вокал, ведущий вокал на «All I Think About Now»)
- Beneath the Eyrie (2019) (Бас, бэк-вокал)
- Doggerel[англ.] (2022) (Бас, бэк-вокал, клавишные)

С Ashes Divide
- Keep Telling Myself It's Alright[англ.] (2008) (Соавтор «Denial Waits»)

С Brightblack Morning Light
- Brightblack Morning Light[англ.] (2006) (Бас, фортепиано)

С Entrance
- Wandering Stranger (2004)
- Prayer of Death[англ.] (2006) (Бас-гитара; сопродюсер; скрипка; вокал)
- The Entrance Band[англ.] (2009) (Бас)
- Fine Flow (EP)[англ.] (2012) (Бас)

С Дженни Льюис
- Acid Tongue[англ.] (2008) (Скрипка на «Black Sand»)

С Жозефин Фостер
- Blood Rushing[англ.] (2012) (Индейская флейта, бас, скрипка, вокал)

С Kaura
- Kaura EP (2005) (Скрипка на «Dividing Lines»)

С Мелиссой Ауф дер Маур
- Auf Der Maur[англ.] (2004) (Струнные)

С Queens of the Stone Age
- Songs for the Deaf (2002) (Струнные на «Mosquito Song»)

С Silver Jews
- Tanglewood Numbers[англ.] (2005) (Фиддл)

С Trust Company
- The Lonely Position of Neutral[англ.] (2002) (Струнные, фортепиано на «Hover (Alternate Version)»)

С Zwan
- Mary Star of the Sea (2003)

С Jarboe
- The Men Album[англ.] (2005) (Бас на «Feral» и вокал / струнные на «A Woman’s Dreams»)

## Сольная дискография
Леншантин выпустила два сольных альбома, которые были доступны для прослушивания на её странице на MySpace.
- Yellow mY skYcaptain[англ.] (2000)
- Songs for Luci[англ.] (2006)